# 聖若望·伯爾各滿教堂
聖若望·伯爾各滿教堂 （法語：Saint Jean Berchmans），位於比利時布魯塞爾的一座羅馬天主教教堂，由耶穌會創建。教堂奉獻給比利時人耶穌會人士聖揚·伯爾各滿。聖若望伯爾各滿教堂奉獻於1912年7月9日，是一座羅馬復興式建築。

## 外部連結
- .   [22 January 2011]. （原始内容存档于2021-05-06） （法语）.
- . Jésuites de la Province de Belgique Méridionale et du Luxembourg.   [22 January 2011]. （原始内容存档于2012-03-19） （法语）.